# Deklaracja suwerenności Białorusi
Deklaracja o suwerenności państwowej Republiki Białorusi (biał. Дэклярацыя аб дзяржаўным сувэрэнітэце Беларусі) – akt prawny przyjęty 27 lipca 1990 roku przez Radę Najwyższą Białoruskiej Socjalistycznej Republiki Radzieckiej.
Deklaracja ogłaszała pełną niezależność i samodzielność władz Białorusi od władz centralnych ZSRR, potwierdzała nienaruszalność granic Białorusi, a także wyrażała żądanie Białorusi do władz ZSRR o odszkodowanie za szkody poniesione w wyniku katastrofy w Czarnobylu. W imieniu Rady deklarację podpisał jej przewodniczący Mikałaj Dziemianciej.
Po nieudanym puczu Janajewa stała się podstawą do ogłoszenia 25 sierpnia 1991 roku deklaracji pełnej niepodległości Białorusi. Tego samego dnia Deklaracji o suwerenności nadano moc ustawy konstytucyjnej.
Do roku 1996 dzień przyjęcia Deklaracji był uznawany jako Dzień niepodległości Białorusi. W 1996 roku rząd Aleksandra Łukaszenki przeniósł obchody na 3 lipca, w celu upamiętnienia zajęcia Mińska przez Armię Czerwoną w 1944.